# Tixcuytún (Tekax)
Tixcuytún es una localidad del municipio de Tekax, estado de Yucatán, en México. 

## Toponimia
El nombre (Tixcuytún ) proviene del idioma maya.

## Demografía
Según el censo de 2005 realizado por el INEGI, la población de la localidad era de 499 habitantes, de los cuales 264 eran hombres y 235 eran mujeres.
| 164                         | 140 | 221 | 248 | 183 | 206 | 205 | 223 | 275 | 351 | 400 | 434 | 499 |
| (Fuente: INEGI [Consultar]) |     |     |     |     |     |     |     |     |     |     |     |     |